# Naturschutzgebiet Laubmischwälder am Kettelburgsiepen
Das Naturschutzgebiet Laubmischwälder am Kettelburgsiepen mit einer Flächengröße von 11 ha liegt westlich von Hüsten im Stadtgebiet von Arnsberg im Hochsauerlandkreis. Es wurde 2021 mit dem Landschaftsplan Arnsberg durch den Kreistag des Hochsauerlandkreises als Naturschutzgebiet (NSG) ausgewiesen. Von 1998 bis 2021 war das heutige NSG Teil vom Landschaftsschutzgebiet Arnsberg. Südlich und westlich grenzt der Golfplatz Herdringen an. Nördlich liegt die Hüstener Siedlung Mühlenberg und östlich das Naturschutzgebiet Röhrtal.

## Gebietsbeschreibung
Im NSG verläuft der naturnahe Kettelburgbach in West-Ost-Richtung zur Röhr. Etwa in der Mitte der Strecke bis zur Mündung in die Röhr wird der Bach zu einem Teich aufgestaut. An den flachen, schlammigen Ufern sind kleinflächig artenreiche, feuchte Hochstaudenfluren vorhanden. Unterhalb des Teiches fließt der Kettelburgbach mäandrierend durch ein tief eingeschnittenes Siepental. Der Wald besteht hauptsächlich aus Eichen-Hainbuchen-Wald. Im östlichen Teil entlang des Röhrtales gibt es eine kleine Fläche mit Waldmeister-Buchenwald. Nördlich der Mündung des Kettelburgbaches in die Röhr liegt ein Hainsimsen-Buchenwald. Laut Landschaftsplan befinden sich die beiden Buchenwaldbereiche im NSG in einem guten Erhaltungszustand.
Der Landschaftsplan führt zum NSG aus: „Die Fläche zeigt zudem mit den nachweislich ältesten Teilen des Landschaftsparks Herdringen in Wegeführung, einem Teich und einem Wasserfall sowie einer Burgstelle noch deutlich Spuren seiner ursprünglichen Gestaltung.“

## Schutzzweck
Laut Landschaftsplan erfolgte die Ausweisung zum:
- „Schutz, Erhaltung und Entwicklung eines struktur- und artenreichen Laubwaldkomplexes aus unterschiedlichen Waldgesellschaften auf engem Raum mit z. T. regionaler Bedeutung;“
- „Schutz und Erhaltung der landeskundlich bedeutsamsten Teile eines denkmalgeschützten Landschaftsparks.“
- „Das NSG dient auch der nachhaltigen Sicherung von FFH-Lebensraumtypen außerhalb von FFH-Gebieten, besonders schutzwürdigen Lebensräumen nach § 30 BNatSchG und von Vorkommen seltener Pflanzenarten.“[1]